# Annika Svahn
Annika Svahn var en finländsk prästdotter och krigsfånge. Hon uppfattas som ett av de mest kända exemplen på offren för de övergrepp som skedde mot civilbefolkningen i Finland under Stora ofredens ryska ockupation.

## Biografi
Annika Svahn var dotter till kyrkoherden i Joutseno, Benjamin Swahn. Fadern hade dött 1701, då hon var mycket ung, men hon och modern hade fått bo kvar i prästgården, modern som hushållerska och hon som piga. Midsommaren 1710 kidnappades Svahn naken ur bastun av en trupp ryska soldater. Hon fördes till Sankt Petersburg, där hon i likhet med flera andra kvinnor från Finland fick en viss militärträning.
År 1713 döptes hon till Uliana i den rysk-ortodoxa tron och kläddes i en dragonuniform, för att jämsides ett antal andra finska kvinnor vara till hjälp för den ryska armén i Finland. Hon sårades av en kula utanför Borgå 1714. Svahn gavs samma år i uppgift att föra ett meddelande från ryssarna. På vägen blev hon tillfångatagen av svenska armén, och uppgav sin berättelse inför de militär myndigheterna. Det är inte känt vad som hände med henne efter detta, även om det förmodas att man från den svenska arméns sida drog nytta av hennes kunskap.